# Блакитна іграшкова куля

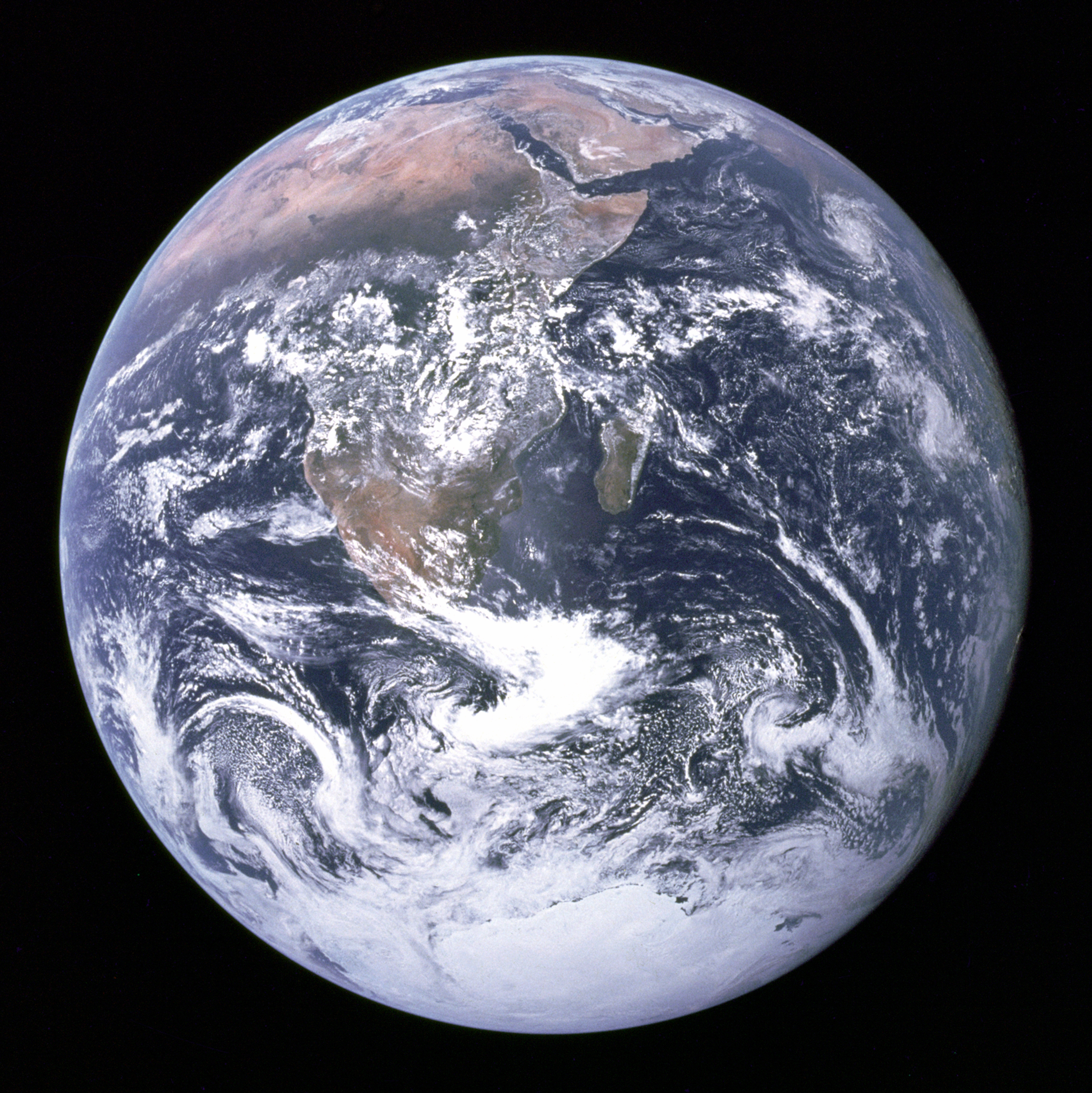
Оригінальний заголовок: «Вид на Землю із позиції команди Аполлона-17, що рухається у напрямку Місяця. Ця фотографія простору, що перебуває у полі зору поза Місяцем, простягається від Середземного моря до Антарктичної льодової шапки на Південному полюсі. Вперше траєкторія Аполлону дозволила сфотографувати полярну шапку на Південному полюсі. Зверніть увагу на потужний хмарний покрив, що закриває Південну півкулю. Чітко видима майже вся берегова лінія Африки. Аравійський півострів видно на північно-східному кінці Африки. Великий острів поза узбережжям Африки — Мадагаскар. Материкова частина Азійської частини світу знаходиться на горизонті у північно-східному напрямку.»

Блакитна іграшкова куля (англ. The Blue Marble, назва походить від іграшкової кульки марбл) — відома фотографія Землі, зроблена 7 грудня 1972 року командою космічного апарата «Аполлон-17» на відстані приблизно у 45 000 км.
Ця ж назва використовується NASA для сучасної серії групи зображень, що покривають всю планету із відносно високою роздільною здатністю та створені ретельним опрацюванням послідовності супутникових зображень зроблених протягом тривалого часу для того, щоби якомога більше позбавитися від хмарного покриву із складеного набору зображень.

## Фотографія
Знімок, зроблений космонавтами 7 грудня 1972 року о 10:39 UTC, ймовірно, є одним з найбільш розповсюджених фотографічних зображень, що існують. Фотографія є однією із небагатьох, що зображує повністю освітлену Землю, оскільки Сонце знаходилося за космонавтами, коли вони зробили знімок. Назва фотографії пішла через схожість Землі на знімку до іграшкової кульки.
Понад те, Блакитна іграшкова куля була першою чіткою фотографією освітленої частини Землі. Вона була опублікована під час здіймання хвилі енвайронменталізму в 1970-их роках та розглядалася багатьма як відображення тендітності, вразливості та ізоляції Землі у безкрайності Всесвіту. Архіваріус NASA Майк Джентрі припускав, що Блакитна іграшкова куля — найрозповсюдженіше зображення в людській історії.
Фотографія була зроблена приблизно за 5 годин 6 хвилин після старту програми «Аполлон-17», та приблизно за 1 годину 54 хвилини після того, як космічний корабель залишив свою орбіту навколо Землі, щоби взяти курс до Місяця. Оскільки Аполлон-17 був запущений о 5:33 UTC, то Африка знаходилася під денним світлом протягом перших годин польоту космічного корабля. З наближенням сонцестояння у грудні Антарктика теж була освітлена.
У правому верхньому кутку зображення можна побачити тропічний циклон в Індійському океані. Цей шторм призвів до повені та сильних вітрів в індійському штаті Тамілнаду 5 грудня — за два дні до того, як було зроблено фотографію.
Офіційне позначення NASA фотографії — AS17-148-22727 (фотографія AS17-148-22726 зроблена якраз перед цим та майже ідентична до 22727-ї і також використовується як зображення всієї Землі). Фотограф використовував 70-міліметрову камеру виробництва «Hasselblad» із 80-міліметровими лінзами. Офіційно NASA приписує авторство фотографії всій команді Аполлон-17 (Юджину Сернану, Роналду Евансу та Гаррісону Шмітту), всі члени якої робили знімки бортовою камерою Hasselblad протягом програми. Хоча справжнє авторство фотографії залишається невідомим, на підставі даних, досліджених після програми, можна зробити висновок, що, ймовірно, фотографію зробив Гаррісон Шмітт.
Аполлон-17 була останньою пілотованою місячною програмою. Більше ніхто після цього не був достатньо далеко від Землі, щоби фотограф міг зробити зображення всієї Землі таке, як Блакитна іграшкова куля, але з 1972 року вся планета фотографується багатьма безпілотними космічними кораблями.